# Antonio Cabrera (futbolista)
Antonio Cabrera fou un futbolista paraguaià.

## Selecció del Paraguai
Va formar part de l'equip paraguaià a la Copa del Món de 1950. També participà en els campionats sud-americans de 1949 i 1953.